# 阿巴伯內爾
阿布拉內爾（Isaac ben Judah Abrabanel，1437年—1508年），又名阿布拉瓦內尔（Abravanel）猶太作家，生於里斯本。作品包括對於《聖經》的詮釋和哲學論文。1508年卒於威尼斯。長子犹大·莱昂·阿布拉瓦内尔是一位醫生和哲學家，作品有《愛的哲學》。